# Trynidad i Tobago na Letnich Igrzyskach Olimpijskich 1956
Trynidad i Tobago na Letnich Igrzyskach Olimpijskich 1956 reprezentowało 6 zawodników, tylko mężczyzn.

## Skład kadry

### Kolarstwo
Mężczyźni
- Hylton Mitchell

Wyścig indywidualny ze startu wspólnego - nie ukończył
Sprint - odpadł w drugiej rundzie
Time Trial 1000 metrów - 19. miejsce

### Lekkoatletyka
Mężczyźni
- Mike Agostini

100 metrów - 6. miejsce
200 metrów - 4. miejsce
- Joe Goddard

100 metrów - odpadł w eliminacjach
200 metrów - odpadł w eliminacjach
- Edmund Turton - 100 metrów - odpadł w ćwierćfinałach

### Podnoszenie ciężarów
Mężczyźni
- Rodney Wilkes - waga piórkowa - 4. miejsce
- Lennox Kilgour - waga półciężka - 7. miejsce